# Mixopterus
Genre
Mixopterus est un genre éteint d'arthropodes euryptérides datant du Silurien.

## Répartition géographique
Ses fossiles sont connus en Chine, en Estonie, en Norvège, au Royaume-Uni et aux États-Unis.

## Liste des espèces
- † Mixopterus kiaeri Størmer, 1934
- † Mixopterus multispinosus (Clarke & Ruedemann, 1912)
- † Mixopterus simonsoni Schmidt, 1883